# Zyprischer Fußballpokal 1939/40
Der Zyprische Fußballpokal 1939/40 war die sechste Austragung des zyprischen Pokalwettbewerbs. Er wurde vom zyprischen Fußballverband ausgetragen. Das Finale fand am 14. Februar 1940 im GSP-Stadion von Nikosia statt.
Pokalsieger wurde Titelverteidiger AEL Limassol. Das Team setzte sich im Wiederholungsfinale gegen Pezoporikos Larnaka durch.
Alle Begegnungen wurden in einem Spiel ausgetragen. Bei unentschiedenem Ausgang wurde das Spiel um zweimal 15 Minuten verlängert. Stand danach kein Sieger fest, folgte ein Wiederholungsspiel auf des Gegners Platz.

## Teilnehmer
| First Division (6)                           | First Division (6)                                           |
| -------------------------------------------- | ------------------------------------------------------------ |
| - EPA Larnaka - AEL Limassol - APOEL Nikosia | - Lefkoşa Türk SK - Olympiakos Nikosia - Pezoporikos Larnaka |

## Viertelfinale
Die Spiele fanden am 14. Januar 1940 statt.
|                     | Ergebnis  |              |
| ------------------- | --------- | ------------ |
| Olympiakos Nikosia  | 1:1 n. V. | AEL Limassol |
| Pezoporikos Larnaka | 7:4       | EPA Larnaka  |
| APOEL Nikosia       | Freilos   |              |
| Lefkoşa Türk SK     | Freilos   |              |

### Wiederholungsspiel
|              | Ergebnis |                    |
| ------------ | -------- | ------------------ |
| AEL Limassol | 5:0      | Olympiakos Nikosia |

## Halbfinale
|                     | Ergebnis |                 |
| ------------------- | -------- | --------------- |
| AEL Limassol        | 2:0      | APOEL Nikosia   |
| Pezoporikos Larnaka | 5:2      | Lefkoşa Türk SK |

## Finale
Das Spiel wurde zur Halbzeit wegen starker Regenfälle beim Stand von 1:1 abgebrochen. Die Wiederholung fand eine Woche später an gleicher Stelle statt.
| Paarung             | AEL Limassol – Pezoporikos Larnaka |
| Ergebnis            | 1:1 (1:1) |
| Datum               | 11. Februar 1940 |
| Stadion             | GSP-Stadion, Nikosia |
| Schiedsrichter      | Andreas Papamichael |
| Tore                | 1:0 Likourgos Archontides (10.) 1:1 ? (?.) |
| AEL Limassol        | Lolos Georgiades „Ppouros“ – Michalis Ksioutas, Kostas Soleas – Kokos Kyprianou, Giannis Savva, Elissaios Elevtheriou – Michales Frangos, Christos Nikolaou „Ittalos“, Panikos Aradipiotis, Kostas Aivaliotis, Vasos Aivaliotis |
| Pezoporikos Larnaka | Ksanthos Sarris – Lillis Ieronimides, Alkis Demetriou – Pantelis Demetriou, Foivos Papiros, Kokos Iraklides – Andreas Stylianides, Giannis Mavropsis, Takis Taliadoros, Kokos Tzirkotis, Andreas Constantinou „Yiatros“         |

### Wiederholungsspiel
| Paarung             | AEL Limassol – Pezoporikos Larnaka |
| Ergebnis            | 3:1 (0:1) |
| Datum               | 18. Februar 1940 |
| Stadion             | GSP-Stadion, Nikosia |
| Schiedsrichter      | József Künsztler |
| Tore                | 0:1 Takis Taliadoros (30.) 1:1 Kostas Aivaliotis (65.) 2:1 Panikos Aradipiotis (65.) 3:1 Panikos Aradipiotis (70.) |
| AEL Limassol        | Christakis Pierides – Kostas Soleas, Michalis Ksioutas – Kokos Kyprianou, Giannis Savva, Elissaios Elevtheriou – Panikos Aradipiotis, Christos Nikolaou „Ittalos“, Vasos Aivaliotis, Kostas Aivaliotis, Dimos Andreou   |
| Pezoporikos Larnaka | Ksanthos Sarris – Lillis Ieronimides, Alkis Demetriou – Pantelis Demetriou, Foivos Papiros, Kokos Iraklides – Andreas Stylianides, Giannis Mavropsis, Takis Taliadoros, Kokos Tzirkotis, Andreas Constantinou „Yiatros“ |